# Келья святого Павла Таганрогского
Келья святого праведного старца Павла Таганрогского расположена в Таганроге, по адресу переулок Тургеневский 82.
Неподалёку от кельи находится Церковь Николая Чудотворца, которую святой посещал при жизни, участвуя в службах и молебнах, теперь в ней хранятся его мощи.

В этом доме святой Павел Таганрогский поселился, решив навсегда остаться в Таганроге после многих странствий по святым местам и обителям, и прожил много лет вплоть до своей кончины в 1879 г.  
«Старец Павел занимал под квартиру целый дом, состоящий из нескольких комнат, из которых одна называлась его келией. Келия эта вся была уставлена св. иконами, пред которыми стояла деревянная скамейка, а на ней стояли кувшины, наполненные песком, куда были вправлены большие ставники (свечи), горевшие день и ночь, горели пред иконами также и лампады. Около остальных стен келии стояли кадки, горшки, корзины и мешки, наполненные хлебом, бубликами, маслинами, черносливами, лимонами, медом и проч.; на стенах висели сумки с просфорами. Около одной из стен стояла скамья, ничем не покрытая, служившая старцу вместо постели»
- так послушница старца Мария Цурютина описывает обустройство жизни в келье. Вместе со старцем в келье проживали его ученицы и подвижницы, которые в дальнейшем создали общину под руководством его преемницы Марии Величко (04.08.1852 – 16.06.1943), и именно сюда к старцу стали приходить люди для духовного научения и утешения.
"Он стал принимать к себе в качестве послушников стариков и юношей, вдов и девиц, и держал их очень строго, приучая к посту, молитве, воздержанию и всякой добродетели, своею собственной жизнью и примером научая их". 
После смерти старца, келья и подворье были выкуплены его почитательницей баронессой Елизаветой Таубе и переданы ею в собственность ученицам святого. Долгое время дом принадлежал разным членам общины. В 90-х годах 20 века начался процесс передачи кельи в собственность РПЦ.
В 2014 году дом и подворье были полностью выкуплены и оформлены как собственность Никольского храма, началась реставрация и реконструкция кельи и подворья под руководством председателя комиссии по канонизации святых Донской митрополии, благочинного  таганрогского округа протоиерея Алексея Лысикова.
В 2016 году состоялось общецерковное прославление старца Павла в лике праведных.
В келье частично сохранен, а частично воспроизведен интерьер того времени, когда там проживала старица Мария Величко и другие послушницы. Сохранены и отреставрированы иконы, принадлежащие старцу Павлу. Многие реликвии, в советское время хранившиеся в храме Всех святых г. Таганрога и у частных лиц, возвращены в келью.
Как и при жизни святого, в келье перед множеством икон стоят кувшины, наполненные песком, в них день и ночь горят свечи. По традиции, заведенной старцем, в келье угощают бубликами и святой водой. Особо почитается паломниками лавочка, на которой отдыхал праведный Павел. Многие верующие, приходя в келью, непременно стараются полежать на ней, веря в исцеление по молитвам святого.
На подворье построена трапезная для паломников и крытая галерея. Двор вымощен камнем, в центре подворья установлен бронзовый барельеф-икона праведного Павла работы ростовского скульптора Ирины Штоды.
12 мая 2019 года митрополит Ростовский и Новочеркасский Меркурий (Иванов) освятил воссозданный комплекс на месте подворья кельи святого праведного Павла Таганрогского.
20 июня 2021 года в день празднования 5-летия со дня общецерковной канонизации на подворье кельи проходил городской фестиваль.
Ежедневно в келье служатся молебны.

## Галерея

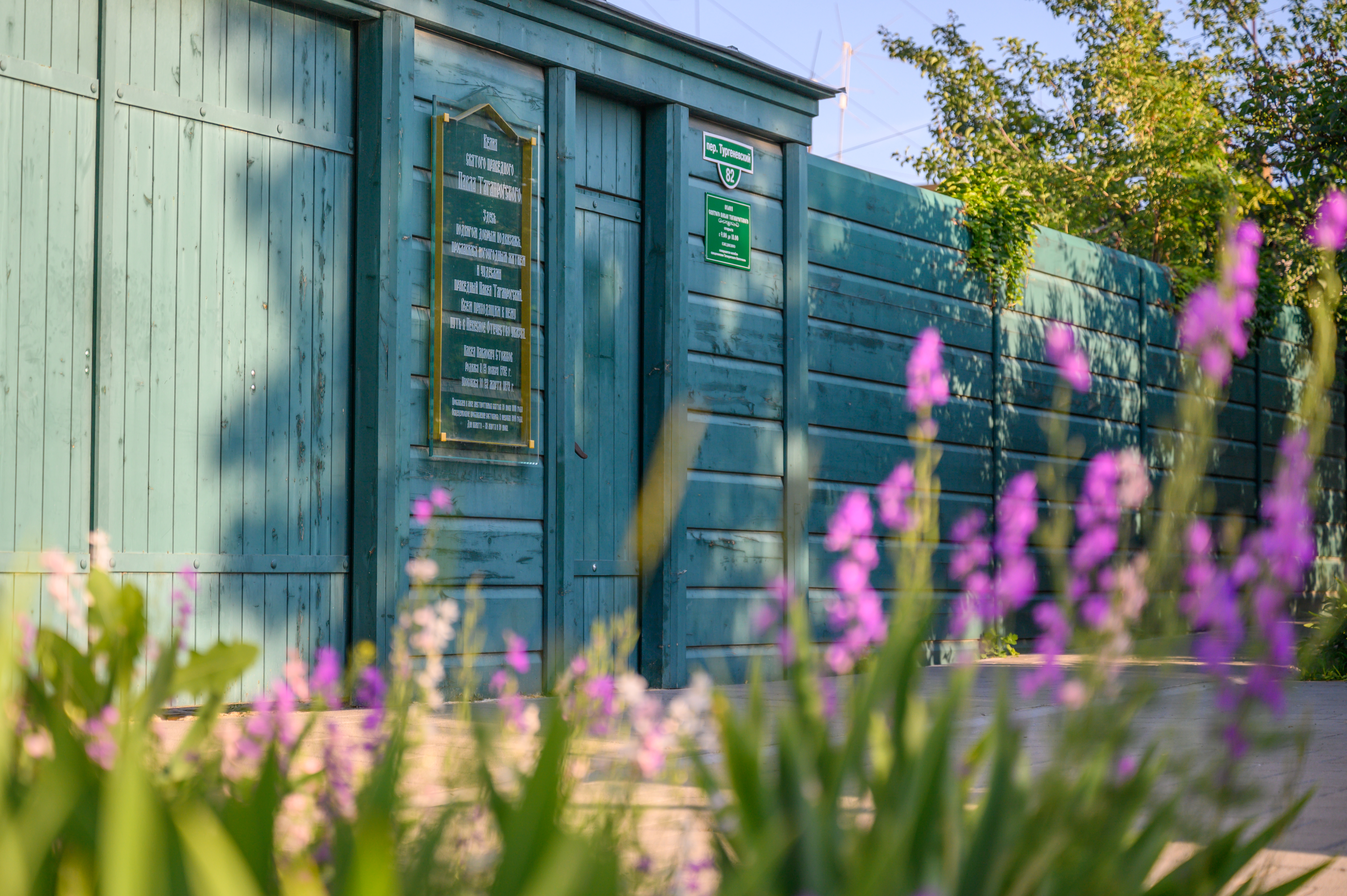
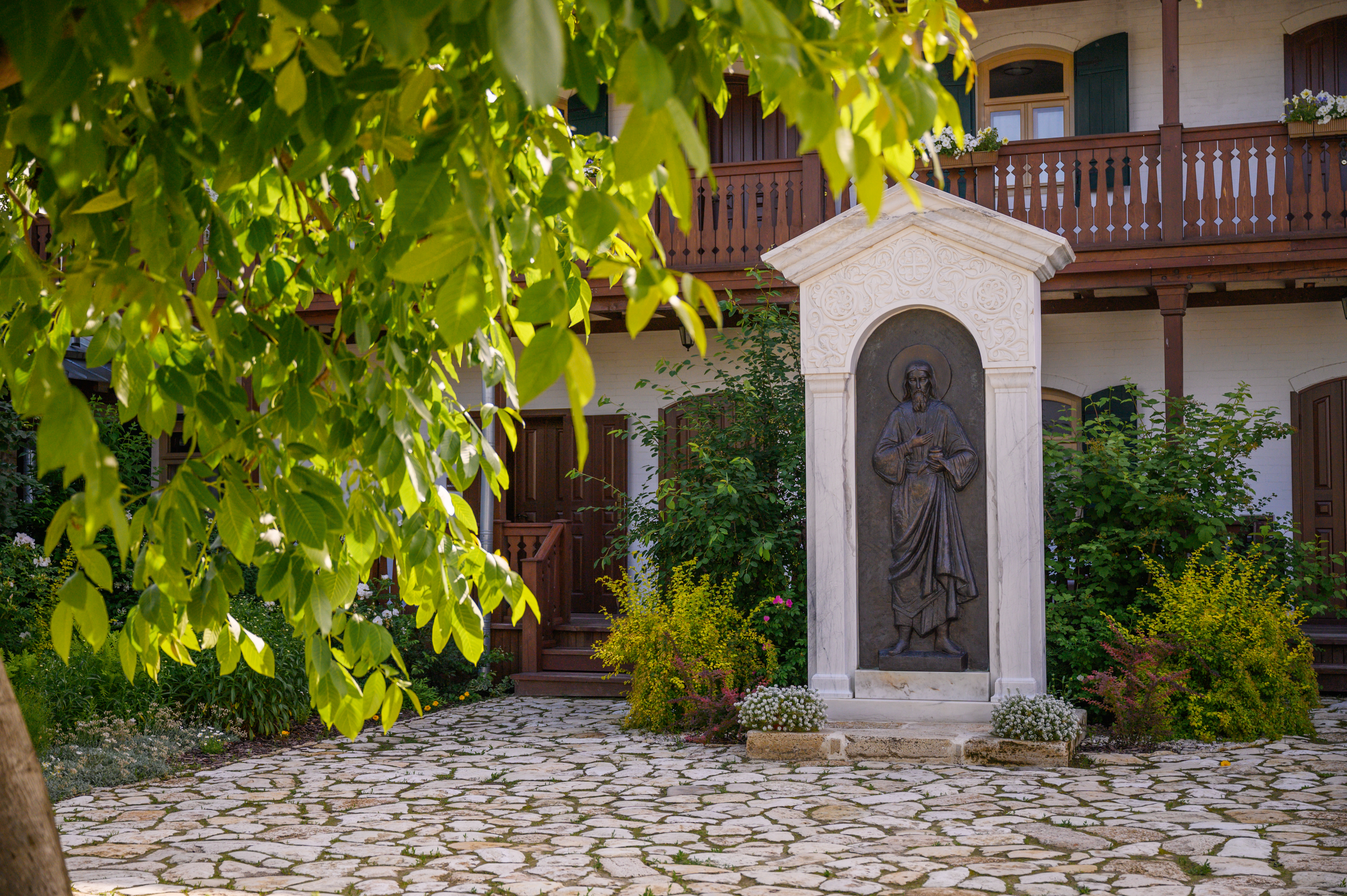
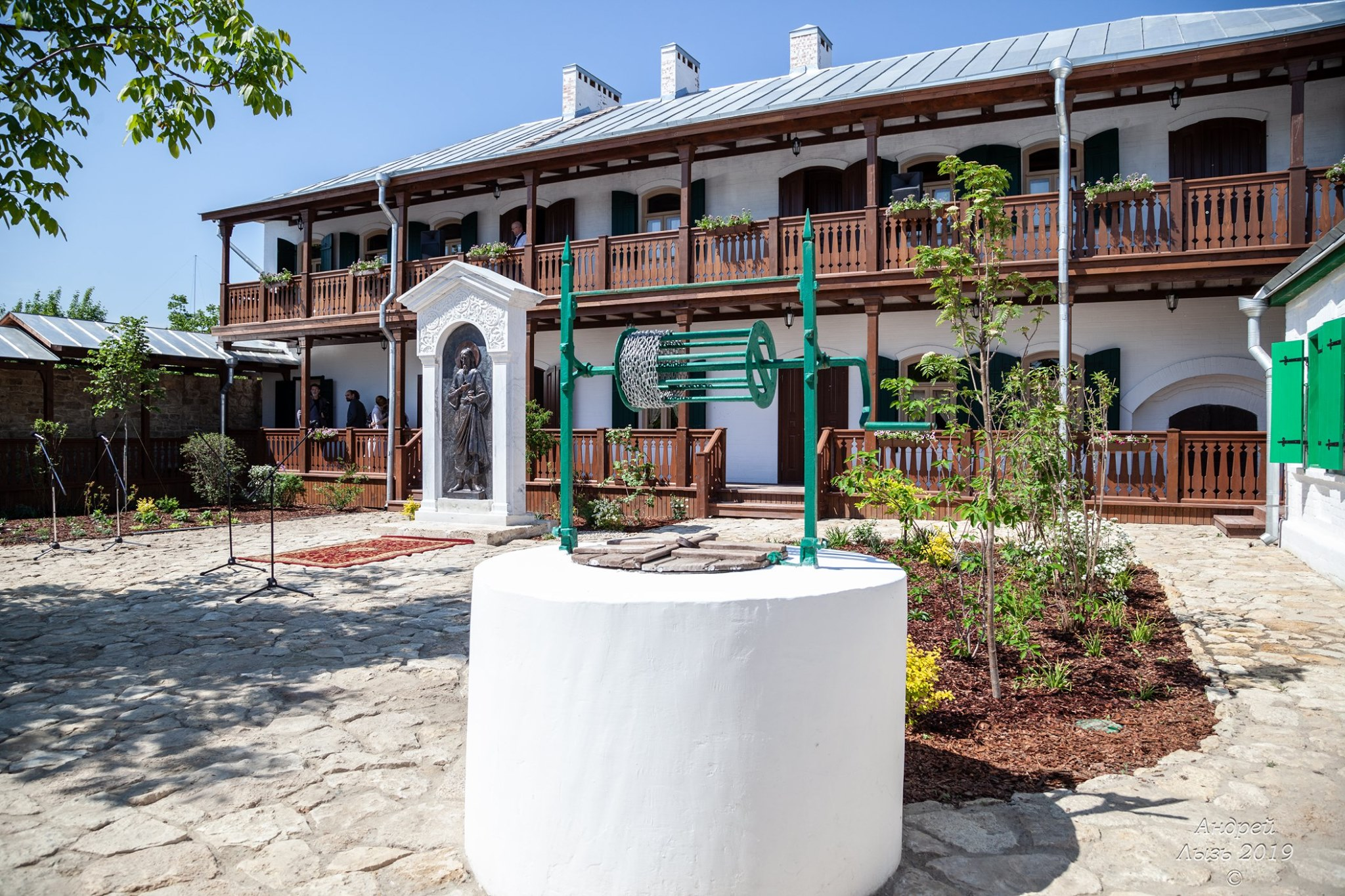
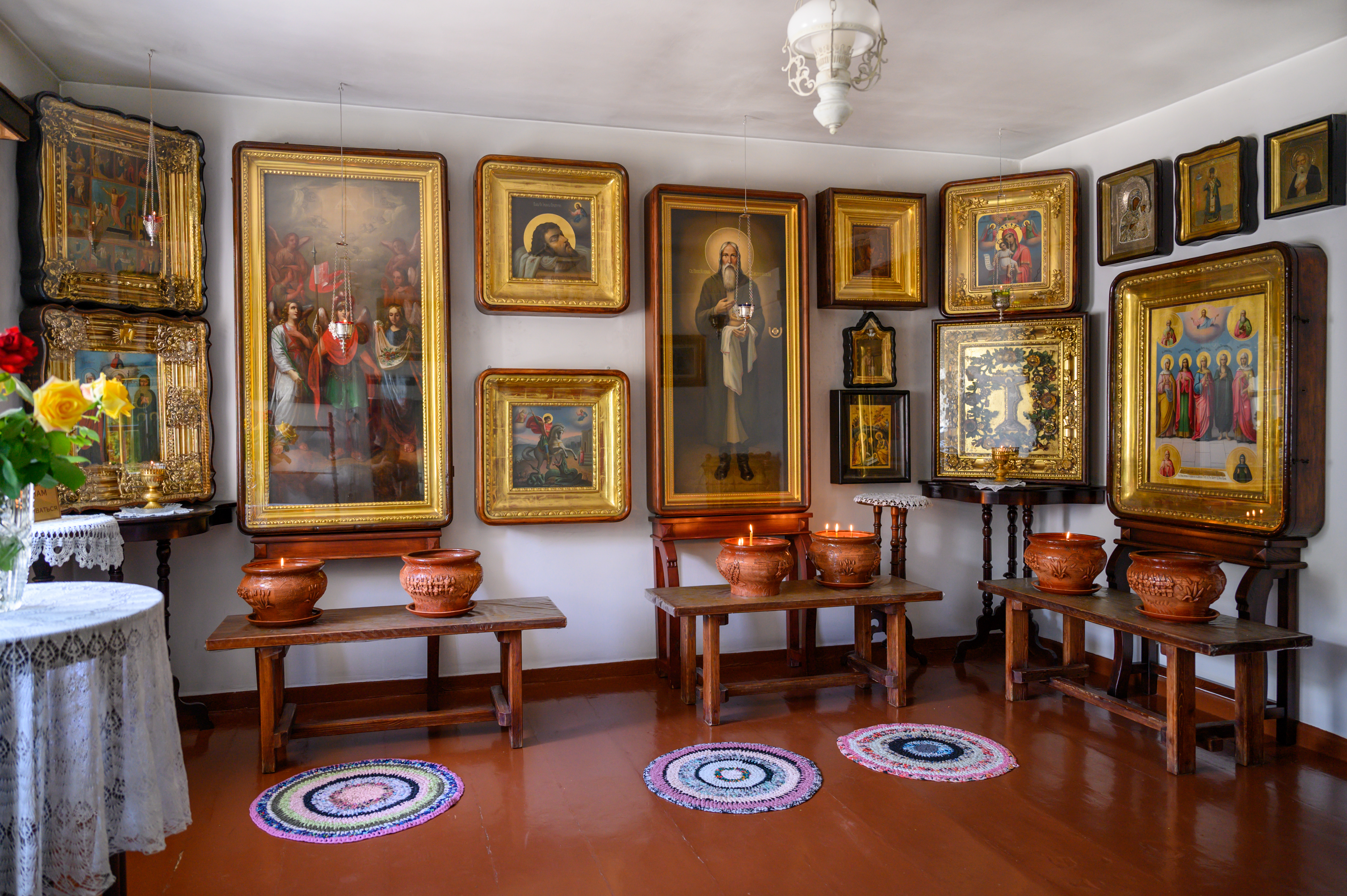
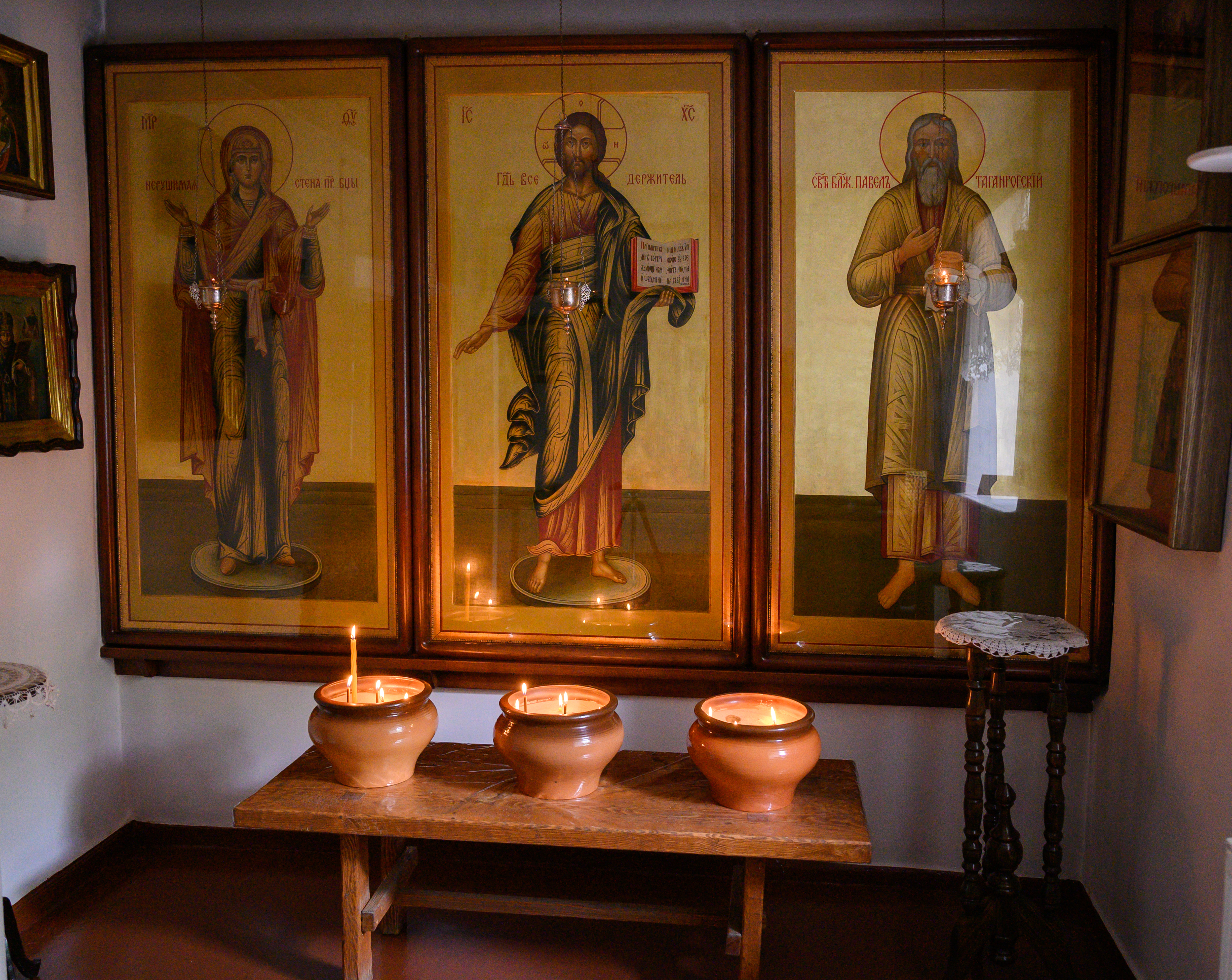
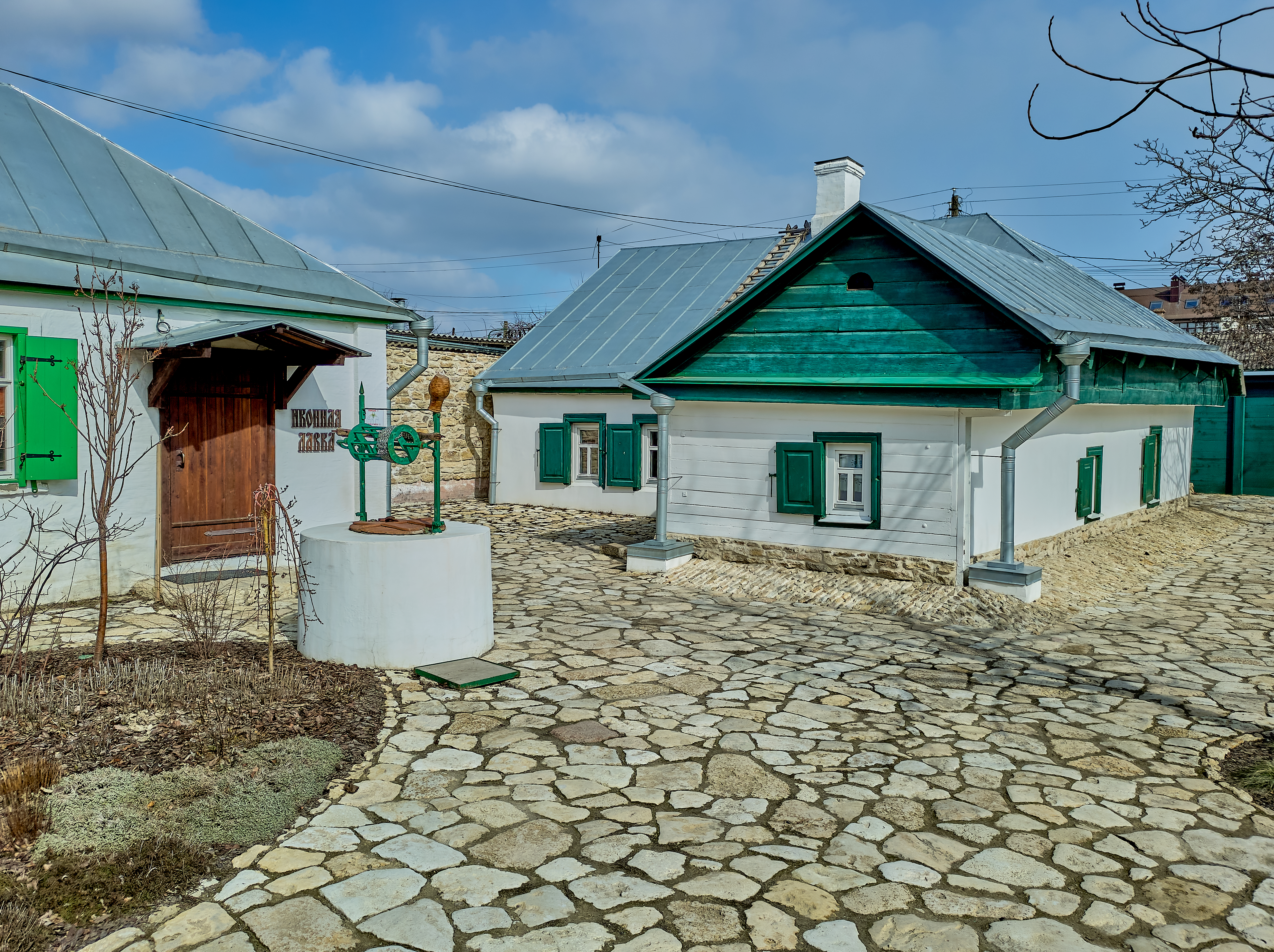